# Fear of the Dark
Fear of the Dark este un album de heavy metal al trupei britanice Iron Maiden. Albumul a fost lansat pe 12 mai 1992 și este al nouălea album de studio al formației. Dupa lansarea lui, vocalul Bruce Dickinson a părăsit formația, fiind înlocuit cu Blaze Bayley pentru doua albume de studio, înainte de reîntoarcerea lui Bruce în 1999.
Fear of the Dark este și ultimul album Maiden ce îl are pe Martin "Headmaster" Birch ca producător. Martin Birch a produs, în total, opt albume de studio Iron Maiden.
Piesele "Be Quick or Be Dead", "From Here to Eternity" și "Wasting Love" au fost lansate ca single-uri.
În 1995 a fost lansată o alta versiune ce mai conținea un CD bonus cu următoarele piese:
1. Nodding Donkey Blues
2. Space Station #5
3. I Can't See My Feeling
4. Roll Over Vic Vella
5. No Prayer For The Dying (live)
6. Public Enema #1 (live)
7. Hooks In You (live)

Albumul a fost remasterizat în 1998, iar CD-ul conține o secțiune multimedia cu videoclipuri, galerie foto, biografie, linkuri internet și o copertă cu 24 de pagini color cu fotografii și desene cu Eddie, mascota trupei.

## Tracklist
1. "Be Quick or Be Dead" (Dickinson, Gers) – 3:24
2. "From Here to Eternity" (Harris) – 3:38
3. "Afraid to Shoot Strangers" (Harris) – 6:56
4. "Fear is the Key" (Dickinson, Gers) – 5:35
5. "Childhood's End" (Harris) – 4:40
6. "Wasting Love" (Dickinson, Gers) – 5:50
7. "The Fugitive" (Harris) – 4:54
8. "Chains of Misery" (Murray, Dickinson) – 3:37
9. "The Apparition" (Harris, Gers) – 3:54
10. "Judas Be My Guide" (Dickinson, Murray) – 3:08
11. "Weekend Warrior" (Harris, Gers) – 5:39
12. "Fear of the Dark" (Harris) – 7:18

## Componență
- Bruce Dickinson - voce
- Steve Harris - bas
- Janick Gers - chitară
- Dave Murray - chitară
- Nicko McBrain - baterie